# Christina Zenk
Christina Zenk (* 1980 in Scheßlitz) ist eine deutsche Musikwissenschaftlerin, Filmkomponistin und Professorin.

## Leben
Ihr Studium begann sie an der Otto-Friedrich-Universität Bamberg, wo sie das Diplom in Psychologie mit einem Nebenfach in Musikpädagogik abschloss. Anschließend setzte sie ihre akademische Laufbahn an der Hochschule für Musik und Tanz Köln fort, wo sie ein Diplomstudium in Musik mit dem Schwerpunkt Jazz-, Rock- und Pop-Komposition und Arrangement absolvierte. Christina Zenk erwarb ihren Doktortitel an der Universität Siegen mit einer Dissertation zum Thema Musik der Laufstege. Merkmale der Modenschaumusik, betreut von Maria Luise Schulten. Ihre Arbeit wurde mit summa cum laude bewertet.
Nach ihrer Promotion wurde Christina Zenk wissenschaftliche Mitarbeiterin am Lehrstuhl für Musikpädagogik an der Universität Siegen. Des Weiteren engagierte sie sich als wissenschaftliche Mitarbeiterin in einem interdisziplinären Forschungsprojekt mit dem Titel Orpheus & Walküren – Prototyp einer virtuellen Forschungsumgebung für transmediale Clusteranalysen. Dieses Kooperationsprojekt zwischen den Fächern Populäre Musik und Medienästhetik an der Universität Siegen wurde in Zusammenarbeit mit Florian Heesch und Peter Matussek durchgeführt.
2006 schrieb sie die Filmmusik für die beiden Kurzfilme Natürliche Bedürfnisse und Gott will es!. Ersterer Film wurde auf dem Landshuter Kurzfilmfestival gezeigt. 2007 komponierte sie die Filmmusik für den Kurzfilm Ein Fall für KBBG, der 2008 auf den Internationalen Grenzland-Filmtagen Selb gezeigt wurde. Für den Kurz-Animationsfilm Herr Hoppe und der Atommüll war sie ebenfalls für die Filmmusik verantwortlich. Dieser wurde am 19. Oktober 2011 beim DOK Leipzig gezeigt. Im selben Jahr schrieb sie außerdem die Musik für die Kurz-Dokumentation Borschemich (neu), die im April 2012 auf den Internationalen Kurzfilmtagen Oberhausen uraufgeführt wurde, und Schiffe Versenken.
Seit 2016 bekleidet Christina Zenk eine Professur für Musikbezogene Designtheorie im Kontext digitaler Medien am Landeszentrum Musik-Design-Performance an der Staatlichen Hochschule für Musik Trossingen.

## Filmkompositionen (Auswahl)
- 2006: Natürliche Bedürfnisse (Kurzfilm)
- 2006: Gott will es! (Kurzfilm)
- 2007: Ein Fall für KBBG (Kurzfilm)
- 2008: Bis der Leichenwagen kommt (Kurzfilm)
- 2008: Vola!
- 2011: Herr Hoppe und der Atommüll (Kurz-Animationsfilm)
- 2011: Borschemich (neu) (Kurz-Dokumentarfilm)
- 2011: Schiffe Versenken (Kurzfilm)